# 李信美
李信美（韓語：이신미，1983年5月15日—），韩国女子击剑运动员。她曾参加2004年和2008年夏季奥运会女子佩剑个人比赛，还曾获得2002年亚洲运动会女子佩剑个人金牌。